# Балансові запаси корисних копалин
Бала́нсові запа́си ко́ри́сних копа́лин (рос. балансовые запасы полезных ископаемых, англ. balance reserves of minerals, нім. Bilanzvorräte) — група запасів корисних копалин, які згідно з техніко-економічними розрахунками на час оцінки можна економічно ефективно видобути й використати (при відповідній техніці й технології видобування).
У групу включають запаси категорій А, В, С1, і С2, що задовольняють вимогам кондицій за якістю, кількістю, технологічними властивостями мінеральної сировини і гірничо-технічними умовами експлуатації родовища.